# Google Talk
Google Talk was een online chatprogramma en VoIP-dienst van Google. De bètaversie van Google Talk ging van start op 24 augustus 2005.
Google Talk werd stopgezet op 26 juni 2017.

## Protocol
Google Talk maakte gebruik van het XMPP-protocol. XMPP is een open protocol dat door meerdere instant messengers wordt gebruikt. Alle programma's die gebruikmaken van XMPP kunnen ook met Google Talk-gebruikers communiceren.
Voor VoIP gebruikte Google Talk het Jingle-protocol.

## Integratie met andere Googletoepassingen
Google Talk was ook geïntegreerd met andere (voormalige) Googletoepassingen zoals Gmail, Orkut, Google Voice en Google+. Hierdoor konden de gebruikers vanuit Google Talk onder andere (beperkt) telefoonnummers bellen en chatten met andere Google+-contacten. Net als Google Talk zijn ook de Googletoepassingen Orkut en Google+ inmiddels stopgezet.